# Pilealant
Pilealant (Inula salicina), også skrevet Pile-Alant, er en 20-50 cm høj urt, der i Danmark vokser i krat, på strandoverdrev og klinter.

## Beskrivelse
Pilealant er en flerårig, urteagtig plante med en opstigende og bestanddannende vækstform. Stænglen er kun forgrenet øverst oppe, og den er lysegrøn og næsten hårløs. Bladene er spredtstillede, hele og helrandede eller svagt tandede, lancetformede og let nedadbøjede. De nederste blade på stænglen er omfattende, mens de øverste har hjerteformet grund. Oversiden er næsten glat og grågrøn med nedsænkede bladribber, mens undersiden er lyst grågrøn med børstehår langs ribberne.
Blomstringen foregår i juli-august, hvor man finder blomsterkurvene endestillet på alle stængelforgreninger. Kurvesvøbbladene er korte med fine hår. Randkronerne er tungeformede, mens skivekronerne er rørformede. Alle blomster i kurven er varmt gule. Frugterne er nødder med hårformet fnok.
Rodsystemet består af en vandret, forveddet jordstængel, som bærer dybtgående trævlerødder.
Højde x bredde og årlig tilvækst: 0,50 x 0,25 m (50 x 25 cm/år), heri ikke medregnet rodskud fra jordstænglen.

## Voksested
Arten er udbredt i Centralasien, Sibirien og Europa, dvs. også i Danmark, hvor den hyppigst findes på Øerne og i Nordjylland, omend den er ret sjælden. Den er knyttet til lysåbne voksesteder med en jord, der er veldrænet og rig på humus og kalk. Derfor findes den i lyse kratskove, i skovbryn, langs veje og på klinter, kalkskrænter og -overdrev.
Langs Magdeburger Strasse i Quedlinburg, Tyskland, findes arten sammen med bl.a. agergåseurt, agertidsel, alm. gyldenris, alm. torskemund, blæresmælde, glat vejbred, gråbynke, Hieracium lachenalii (en art af høgeurt), hvid snerre, Hypericum humifusum (en art af perikon), korbær og stor nælde
| Portal | Portal:Botanik |

## Note
1. ↑  Stadt Quedlinburg: Erweiterung Industrie- und Gewerbegebiet Magdeburger Strasse Arkiveret 4. november 2012 hos  Wayback Machine (tysk)